# Nadia Zakamska
Nadia Zakamska, nascuda Nadejda Leonídovna Zakàmskaia, rus: Надежда Леонидовна Закамская, és una astrònoma russoestatunidenca que és professora ajudant d'astrofísica a la Universitat Johns Hopkins.

## Primers anys i educació
Zakamska es va graduar a l'Institut de Física i Tecnologia de Moscou amb un grau de mestratge en física teòrica el 2001. Zakamska després va assistir a la Universitat de Princeton per al seu grau de doctor, que va rebre el 2005.

## Carrera i recerca
La investigació de Zakamska implica el treball de múltiples longituds d'ona de quàsars tipus II.També estudia els forats negres supermassius i el seu paper en la formació de galàxies.A més, estudia planetes extrasolars i astronomia extragalàctica.

## Premis i honors
Zakamska ha rebut una beca d'investigació Sloan.En 2014, va rebre el Premi Newton Lacy Pierce en Astronomia de l'American Astronomical Society, que s'atorga per reconèixer almenys cinc anys d'èxits destacats en investigació d'astronomia observacional.

## Publicacions
- Zakamska, Nadia L.; Hamann, Fred; Pâris, Isabelle; Brandt, W. N.; Greene, Jenny E.; Strauss, Michael A.; Villforth, Carolin; Wylezalek, Dominika; Alexandroff, Rachael M. (2016-07-01). "Discovery of extreme [O iii]λ5007 Å outflows in high-redshift red quasars". Monthly Notices of the Royal Astronomical Society 459 (3): 3144–3160. doi:10.1093/mnras/stw718. ISSN 0035-8711.
- Zakamska, Nadia L.; Lampayan, Kelly; Petric, Andreea; Dicken, Daniel; Greene, Jenny E.; Heckman, Timothy M.; Hickox, Ryan C.; Ho, Luis C.; Krolik, Julian H. (2016-02-01). "Star formation in quasar hosts and the origin of radio emission in radio-quiet quasars". Monthly Notices of the Royal Astronomical Society 455 (4): 4191–4211. doi:10.1093/mnras/stv2571. ISSN 0035-8711.